# Stringkalsonger

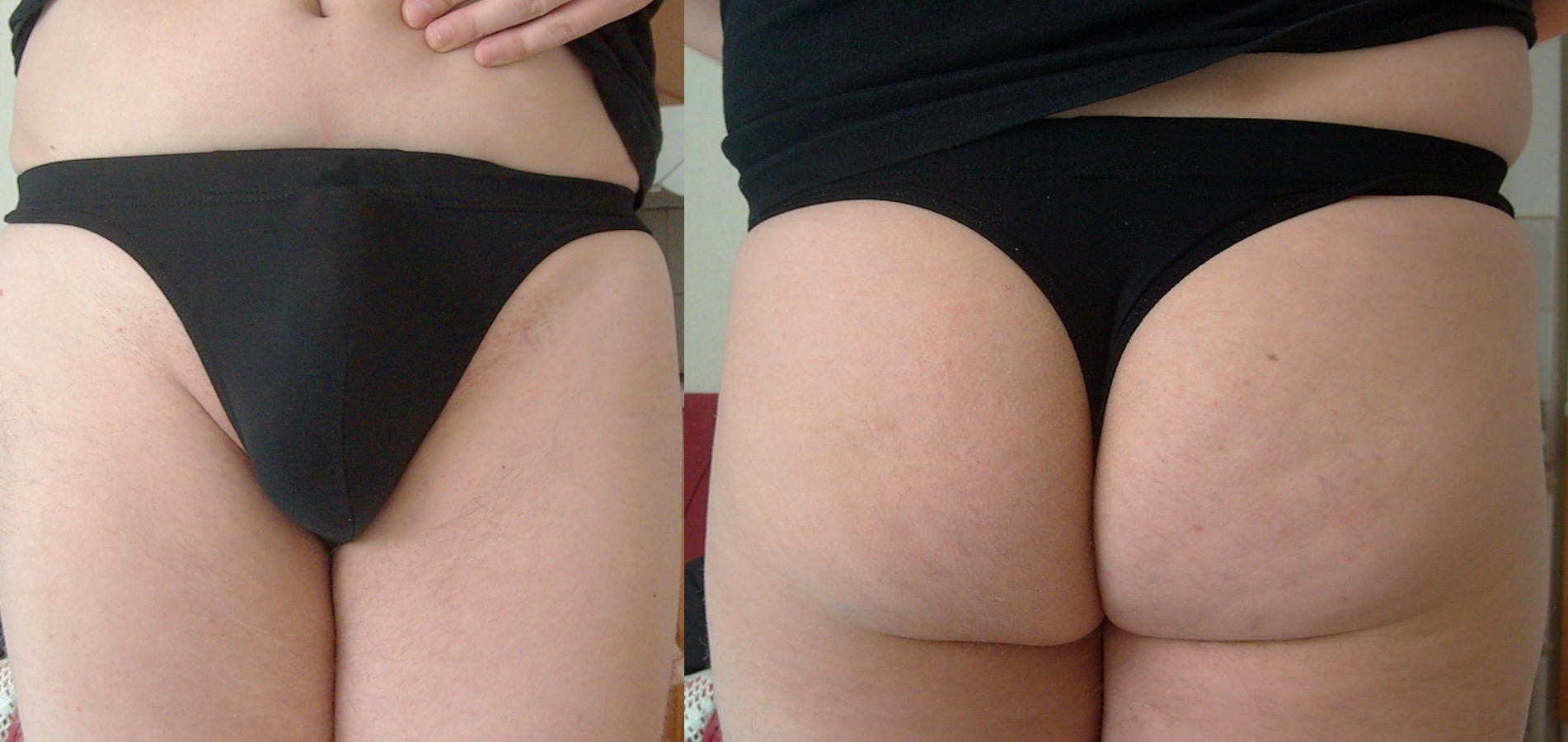
Stringkalsong

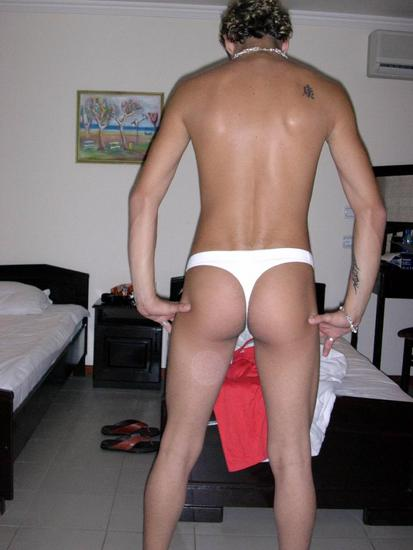
Man i stringkalsong (baksida)

Stringkalsonger, underklädesplagg för män. Motsvarar kvinnornas stringtrosor, med en tygbit framtill i grenen och en trekantsformad eller rak, smal tygremsa baktill som löper mellan skinkorna. Från att tidigare ha betraktats med viss skepsis, har stringunderkläder för män blivit allt vanligare och ingår sedan slutet av 1990-talet i så gott som alla tillverkares och butikers basutbud.